# México en los Juegos Olímpicos de Los Ángeles 1984
México estuvo representado en los Juegos Olímpicos de Los Ángeles 1984 por un total de 99 deportistas, 77 hombres y 22 mujeres, que compitieron en 18 deportes.
El portador de la bandera en la ceremonia de apertura fue el pentatleta Ivar Sisniega.

## Medallistas
El equipo olímpico mexicano obtuvo las siguientes medallas:
| Nombre             | Deporte            | Competición          |
| ------------------ | ------------------ | -------------------- |
| Oro                |                    |                      |
| Ernesto Canto      | Atletismo          | 20 km marcha M       |
| Raúl González      | Atletismo          | 50 km marcha M       |
| Plata              |                    |                      |
| Raúl González      | Atletismo          | 20 km marcha M       |
| Héctor López Colín | Boxeo              | 54 kg M              |
| Daniel Aceves      | Lucha grecorromana | 52 kg M              |
| Bronce             |                    |                      |
| José Youshimatz    | Ciclismo en pista  | Carrera por puntos M |

## Resultados por deporte

### Boxeo
México compitió en los pesos ligero y wélter por primera vez desde 1972, y en wélter ligero por primera vez desde 1968.
| Atleta                   | Evento              | Ronda de 64        | Ronda de 32        | Ronda de 16        | Cuartos de final   | Semifinales        | Final              | Final            |           |
| Atleta                   | Evento              | Oponente Resultado | Oponente Resultado | Oponente Resultado | Oponente Resultado | Oponente Resultado | Oponente Resultado | Posición         |           |
| ------------------------ | ------------------- | ------------------ | ------------------ | ------------------ | ------------------ | ------------------ | ------------------ | ---------------- | --------- |
| Fausto García            | Peso mosca          |                    | Kakooza (UGA) G    | McCrory (USA) P    | No avanzó          | No avanzó          | No avanzó          | No avanzó        |           |
| Héctor López Colín       | Peso gallo          |                    | Asadoma (INA) G    | Orewa (NGR) G      | Dube (ZIM) G       | Walters (CAN) G    | Stecca (ITA) P     | Medalla de plata |           |
| Francisco Javier Camacho | Peso pluma          |                    | Bezooki (MDG) G    | Taylor (USA) P     | No avanzó          | No avanzó          | No avanzó          | No avanzó        | No avanzó |
| Luciano Solís            | Peso ligero         | Pavlović (YUG) P   | No avanzó          | No avanzó          | No avanzó          | No avanzó          | No avanzó          | No avanzó        |           |
| Octavio Robles           | Peso wélter ligero' |                    | Vuorinen (FIN) G   | Page (USA) P       | No avanzó          | No avanzó          | No avanzó          | No avanzó        | No avanzó |
| Genaro León              | Peso wélter         | Domínguez (ARG) G  | Hiranaka (JAP) G   | Refai (JAP) G      | Breland (USA) P    | No avanzó          | No avanzó          | No avanzó        |           |

### Clavados
Carlos Girón participó en sus cuartos Juegos Olímpicos.
Jorge Mondragón, Guadalupe Canseco y Elsa Tenorio en sus segundos.
Contrario a otros Juegos, la calificación de la ronda preliminar no se sumó a la de la ronda final.
| Atleta                  | Evento                       | Preliminar | Preliminar | Final     | Final     |
| Atleta                  | Evento                       | Puntos     | Posición   | Puntos    | Posición  |
| ----------------------- | ---------------------------- | ---------- | ---------- | --------- | --------- |
| Jorge Mondragón Vázquez | Trampolín 3 metros varonil   | 537.03     | 10         | 550.35    | 9         |
| Carlos Girón            | Trampolín 3 metros varonil   | 549.75     | 7          | 530.04    | 12        |
| José Luis Rocha         | Plataforma 10 metros varonil | 479.67     | 13         | No avanzó | No avanzó |
| Miguel Ángel Zavala     | Plataforma 10 metros varonil | 492.24     | 8          | 476.82    | 10        |
| Guadalupe Canseco       | Trampolín 3 metros femenil   | 411.96     | 16         | No avanzó | No avanzó |
| Elsa Tenorio            | Trampolín 3 metros femenil   | 460.56     | 8          | 463.56    | 6         |
| Elsa Tenorio            | Plataforma 10 metros femenil | 344.70     | 10         | 360.45    | 7         |
| Guadalupe Canseco       | Plataforma 10 metros femenil | 343.11     | 11         | 352.89    | 8         |

### Remo
Fueron los segundos Juegos Olímpicos de María Fernanda de la Fuente.
México compitió en scull doble varonil por primera vez desde Múnich 72
| Atleta                           | Evento                   | Cuartos de final | Cuartos de final | Repesca   | Repesca  | Semifinal | Semifinal | Final             | Final    |
| Atleta                           | Evento                   | Resultado        | Posición         | Resultado | Posición | Resultado | Posición  | Resultado         | Posición |
| -------------------------------- | ------------------------ | ---------------- | ---------------- | --------- | -------- | --------- | --------- | ----------------- | -------- |
| María Fernanda de la Fuente      | Scull individual femenil | 3:55.60          | 3                | 3:54.01   | 2        | 4:01.77   | 5         | 3:57.93 (Final B) | 11       |
| Eduardo Arrillaga Armando Chávez | Scull doble varonil      | 6:57.01          | 6                | 6:42.86   | 3        |           |           | 6:42.86 (Final B) | 9        |